# Andy Townsend
Andrew David Townsend (Maidstone, 1963. július 23. –) ír válogatott labdarúgó, televíziós szakkommentátor.

## Pályafutása

### Klubcsapatban
Maidstone-ban született, Angliában. Pályafutását a Welling Unitedben kezdte, ahol 1980 és 1984 között játszott. 1984-ben a Weymouth szerződtette, melynek egy évig volt a játékosa. 1985-ben a Southamptonba igazolt, ahol profi labdarúgóvá vált. 1988 és 1990 között a Norwich City, 1990 és 1993 között a Chelsea játékosa volt. 1993-ban az Aston Villa igazolta le, melynek tagjaként 1994-ben és 1996-ban megnyerte a ligakupát. 1997 és 1999 között a Middlesbrough csapatában játszott. Az 1999–2000-es szezon végén a West Bromwich Albion játékosaként fejezte be a pályafutását. 

### A válogatottban
Családja ír származása révén lehetősége adódott, hogy az ír válogatottat képviselje nemzetközi szinten. Egy Franciaország elleni barátságos mérkőzés alkalmával mutatkozott be 1989. február 7-én. 1989 és 1997 között 70 alkalommal szerepelt az ír válogatottban és 7 gólt szerzett. Részt vett az 1990-es és az 1994-es világbajnokságon. 

## Sikerei, díjai
Aston Villa
- Angol ligakupa (2): 1993–94, 1995–96

Middlesbrough
- Angol ligakupa döntős (1): 1997–98